# Heinz Helmert
Heinz Helmert (* 7. Juni 1925 in Bannewitz; † 7. Januar 1995) war ein deutscher Historiker. Er arbeitete vor allem zur deutschen Militärgeschichte des 19. Jahrhunderts und gehörte in der DDR zu den Wegbereitern einer marxistisch-leninistischen Militärgeschichtsschreibung.

## Leben
Nach dem Besuch der Volksschule absolvierte Helmert zunächst eine Lehre bei der Reichspost. Ab 1943 war er Soldat im Zweiten Weltkrieg und geriet in sowjetische Kriegsgefangenschaft. Ab 1945 nahm er verschiedene Tätigkeiten wahr, bis er 1947 an die Vorstudienanstalt Dresden delegiert wurde.
Von 1948 bis 1952 studierte Helmert Geschichte an der Universität Leipzig. Nach der Abschlussprüfung wurde er 1952 wissenschaftlicher Assistent am Institut für Deutsche Geschichte der Karl-Marx-Universität Leipzig. Er promovierte im Dezember 1957 bei Ernst Engelberg und Walter Markov mit einer Arbeit über „Das Militärwesen in Deutschland am Vorabend der Revolution von oben und der nationalen Einigung“.
Zunächst wissenschaftlicher Oberassistent in der Abteilung Militärgeschichte am Leipziger Institut für Deutsche Geschichte übernahm er schließlich die Leitung der an das Institut für Geschichte der Deutschen Akademie der Wissenschaften zu Berlin verlegten Abteilung. Im Oktober 1968 erfolgte in Leipzig seine Habilitation zur Kriegsführung des preußischen Generalstabs vor der Reichseinigung. 1970 war Helmert als wissenschaftlicher Mitarbeiter am Deutschen Institut für Militärgeschichte in Potsdam und 1984 an der Außenstelle Leipzig des Zentralinstituts für Geschichte der Akademie der Wissenschaften der DDR tätig.
Helmert wurde 1966 mit der Verdienstmedaille der Nationalen Volksarmee in Silber ausgezeichnet.

## Werk
Helmert war als Mitarbeiter Ernst Engelbergs in Leipzig an der Formierung der Militärgeschichtsschreibung der DDR beteiligt und wird zu den Wegbereitern einer marxistisch-leninistischen Militärgeschichtsschreibung gezählt.  So veröffentlichte er 1962 im Neuen Deutschland den programmatischen Artikel Militärgeschichte und Nationalgeschichte. In Engelbergs und seiner Konzeption umfasste Militärgeschichte die Geschichte der Militärpolitik, der Kriege und Kriegskunst, der Streitkräfte und des militärtheoretischen Denkens. Militärgeschichte sollte nach ihrer Auffassung  zur Ausarbeitung des nationalen Geschichtsbildes der deutschen Arbeiterklasse beitragen.
Helmert arbeitete vor allem zur Militärgeschichte des 19. Jahrhunderts. Seine Dissertation über das Militärwesen des Deutschen Bundes wie auch seine Habilitationsschrift über die Kriegsführung Helmuth Karl Bernhard von Moltkes stützte er auf umfangreiche Archivstudien. Ziel war es auch, das Militärwesen im Deutschen Bund vielschichtiger und weniger preußenlastig zu erfassen. Weitere Arbeitsschwerpunkte Helmerts waren die militärischen Ereignisse der Revolution 1848/1849 in Deutschland und das Wirken Friedrich Engels. Eine geplante Militärbiographie Helmuth von Moltkes konnte er nicht mehr abschließen.
Gemeinsam mit Walter Markov gab Helmert 1977 einen Band Schlachten der Weltgeschichte heraus, der im darauffolgenden Jahr auch eine westdeutsche Lizenzausgabe erschien, und der in der deutschen Militärgeschichtsschreibung lange konkurrenzlos blieb.

## Schriften
- mit Gerhard Förster, Helmut Schnitter: Der deutsche Imperialismus während des zweiten Weltkrieges und seine militärische, wirtschaftliche und moralisch-politische Niederlage. 1962.
- mit Gerhard Förster, Helmut Schnitter: Der zweite Weltkrieg. Militärischer Verlauf und Chronik. Verlag Enzyklopädie, Leipzig 1962.
- mit Hansjürgen Usczeck: Der Befreiungskrieg 1813/14. Militärischer Verlauf. Deutscher Militärverlag, Berlin 1963.
- Militärsystem und Streitkräfte im Deutschen Bund am Vorabend des preußisch-österreichischen Krieges von 1866. Deutscher Militärverlag, Berlin 1964.
- Friedrich Engels und die Aufgaben der marxistischen Militärgeschichtsschreibung. Berlin 1966.
- und Hansjürgen Usczeck: Preussischdeutsche Kriege von 1864 bis 1871. Militärischer Verlauf. Deutscher Militärverlag, Berlin 1967.
- Friedrich Engels. Die Anfänge der proletarischen Militärtheorie (1842–1852) ; eine biographische Skizze. Deutscher Militärverlag, Berlin 1970.
- Kriegspolitik und Strategie. Politische und militärische Ziele der Kriegführung des Preussischen Generalstabes vor der Reichsgründung (1859–1869). Deutscher Militärverlag, Berlin 1970.
- mit Gerhard Förster, Helmut Schnitter: Der zweite Weltkrieg. Militärhistorischer Abriss. Militärverlag der Deutschen Demokratischen Republik, Berlin 1972.
- und Werner Ruhner: Friedrich Engels. Adjutant der Revolution 1848/49. Urania, Leipzig 1973.
- und Hansjürgen Usczech: Bewaffnete Volkskämpfe in Europa 1848/49. Militärverlag der Deutschen Demokratischen Republik, Berlin 1973.
- und Hansjürgen Usczeck: Europäische Befreiungskriege. 1808–1814/15. Militärischer Verlauf. Militärverlag der Deutschen Demokratischen Republik, Berlin 1976.
- mit Walter Markov (Hrsg.): Schlachten der Weltgeschichte. Edition Leipzig, Leipzig 1977.
- Helmuth von Moltke. Über die Macht des Schwertes und der Entschluß zum Krieg. In: Gestalten der Bismarck-Zeit. 1978, S. 106–125.
- Clausewitz – ein Klassiker der Militärwissenschaft. In: Neues Deutschland 35, Nr. 127, 1980, S. 13.
- Erhebung und Aufbruch 1813. In: Preußen. Legende und Wirklichkeit. 1983, S. 139–146.
- mit Rudolf Koschulla: Karl Marx und die bewaffnete Macht. Zur theoretischen Begründung der Militärpolitik der revolutionären Arbeiterbewegung. 1983.
- mit Rudolf Koschulla: Friedrich Engels und die Stellung der Gewalt in der Militärpolitik und Militärtheorie der revolutionären Arbeiterbewegung. Zum 165. Geburtstag Friedrich Engels. 1985.